# 福建开放大学
福建开放大学是中华人民共和国的一所公办省属成人高等学校，位于福建省福州市。

## 历史
1979年1月，福建广播电视大学成立。该校在教育部的备案名为福建省广播电视大学，简称福建电大。
2020年12月24日，福建广播电视大学转型更名为福建开放大学庆典在福建开放大学桂山校区举行，根据《国家开放大学综合改革方案》和《福建省人民政府关于同意福建广播电视大学更名为福建开放大学的批复》，福建广播电视大学更名为福建开放大学。福建开放大学作为国家开放大学的福建区域中心，统一纳入国家开放大学办学体系，业务接受国家开放大学的指导和管理。
该校现有校本部和晋安两个校区。